# Menteng
Menteng è un sottodistretto (in indonesiano: kecamatan) di Giacarta Centrale, in Indonesia.

## Suddivisioni
Il sottodistretto è suddiviso in cinque villaggi amministrativi (in indonesiano: kelurahan):
- Menteng
- Pegangsaan
- Cikini
- Keboh Sirih
- Gondangdia